# Mariánské sousoší (Písek)
Mariánské sousoší je mariánský sloup se sochou Panny Marie Immaculaty na korintské hlavici sloupu mezi 10 sochami světců na balustrádě, stojí uprostřed Alšova náměstí v Písku. Vytesali je  sochař Christian Widmann v letech 1713-1714 a jeho syn Lazar Widmann roku 1715.

## Historie
Když se roku 1713 začal do Čech šířit z Uher a Polska mor, byl v Praze vytištěn spis lékařské fakulty, s doporučením ochrany pomocí modliteb žalmů a modlitby ke svatým patronům proti moru a ke Čtrnácti svatým pomocníkům. 

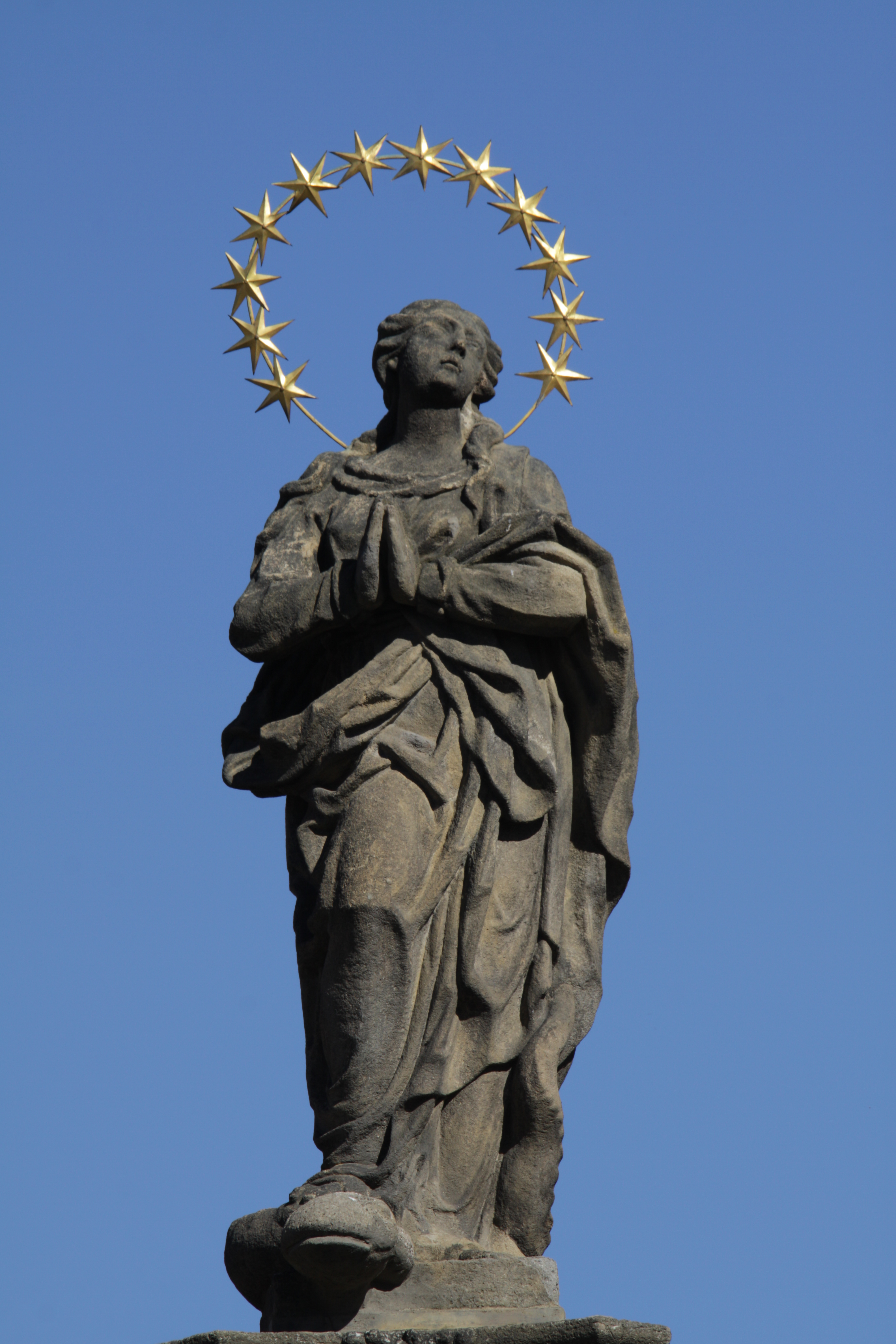
Socha Panny Marie Immaculaty (1714)

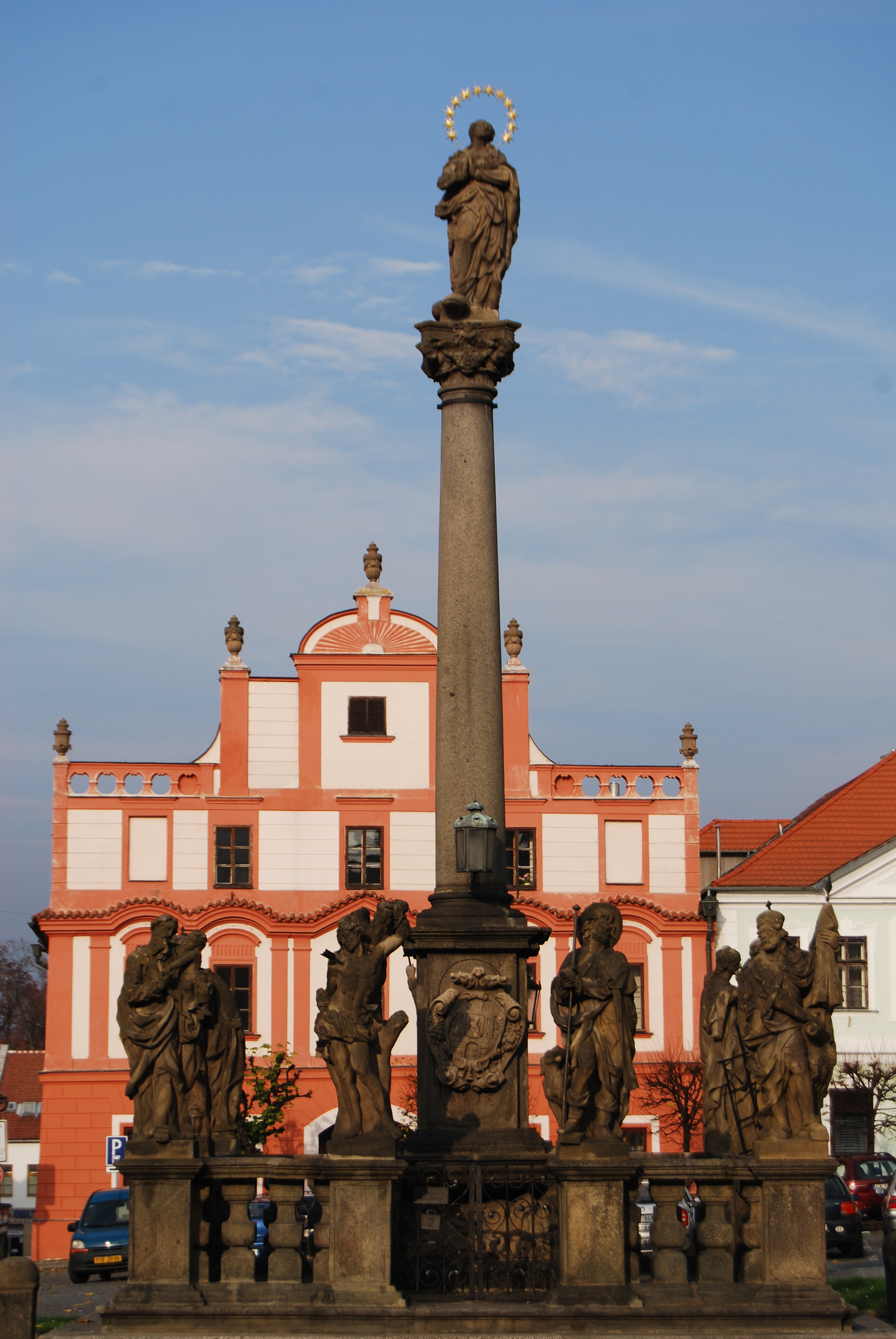
Morové sousoší zepředu, na podstavci sloupu městský znak Písku; v pozadí barokní fasáda domu čp. 85

Zavedení jeho platnosti a působení v Písku projednala 9. října 1713 městská rada a téhož dne rozhodla postavit jako první čin ex vota sousoší. Dále nařízeno, jakmile se zvonem kdekoliv zazvoní, aby písečtí obyvatelé, kdekoliv cokoliv dělají, padli na kolena a modlili se. Za odvrácení zla bylo usneseno postavit sousoší a 15. října 1713 před hlavním oltářem v kostele Narození Panny Marie Jan Jiřím Kochan z Prachové přečetl slib měšťanů za odpuštění hříchů a odvrácení morové rány, který sám sepsal. 
28. listopadu 1713 započaly přípravné práce. Plzeňský sochař Christian Widmann, činný v letech 1681−1714, který se již roku 1682 proslavil mariánským sousoším v Plzni, dostal od města smlouvu na 280 zlatých. Měl za ně vytesat sochu Panny Marie 3 a 3/4 loktu vysokou, s drakem pod nohama (Immaculatu podle vzoru Bendlovy soch ze Staroměstského náměstí), plastický znak města Písku v kartuši a k tomu sedm soch světců, jimiž budou: sv. Josef s Ježíškem, sv. Václav, svatý papež Pius V., sv. Šebestián, sv. Roch, sv. Rosálie a sv. Barbora. Dobrodinci pak zaplatili ještě tři další sochy: sv. Vavřince, sv. Františka Xaverského (v pozdvižené levici držel kříž, nyní má jen drobnou náhradu) a sv. Marie Magdalény s lebkou a nádobou na mast. V otcově dílny se tehdy již zaučoval mladý Lazar Widemann, jenž podle O.J. Blažíčka tesal umělecky progresivní, šroubovitě stáčené sochy, jako byl sv. Vavřinec.    
Dále byl pověřen kameník  František Zeber z Horažďovic, aby se svým švagrem Janem Baurem podle sochařovy předlohy vytesal hladký žulový sloup bez patky a bez hlavice a kuželkovou balustrádu na čtyřech schodech. Zadání prací na sloupu zohledňovalo fakt, že do paty sloupu má sochař vytesat mělkou jeskyni s ležící sochou svaté Rosalie a že korintská hlavice sloupu bude vytesána z jednoho kusu kamene s Mariiným drakem. 
Balustráda má kovanou železnou mříž a za ní kamennou menzu oltáře, u níž lze v případě epidemie sloužit mši místo kostela. K sousoší  přibyly ještě 4 nárožní patníky završené koulemi (koule nyní chybějí), propojené železnými řetězy (také chybějí), aby balustrádu neohrožovaly povozy, jedoucí přes rynek či na něm parkující.
Nutnost vyzdvižení sousoší byla v následujícím roce odůvodněna nutnou ochranou před "nesnesitelnou daní akcízu, až do roku 1714 trvající, velkou neúrodou, padáním dobytka a morovou ranou v městech pražských, kde za 5 měsíců umřelo 45.000 lidí".
Na pokyn primase Reischle vysvětil dne 31. srpna 1714 písecký děkan zvolené místo na Malém rynku. Samotný sloup se sochou Panny Marie byly vyzdviženy již 6. října 1714 a k němu na balustrádu postupně přistaveny ostatní sochy. Sousoší bylo zcela dokončeno a posvěceno 8. září roku 1715. Jako projev díků za uchránění města Písek před morem a za zrušení daní k němu bylo za zvuků střelby, hlaholu trub a vlašských bubnů vedeno z mariánského kostela procesí.

## Další památky na náměstí
- čp. 17 nejužší dům v Písku nazývaný „V nebi“ nebo „U anděla v nebíčku“ [3]
- čp. 16 dům, dříve hostinec „U bílé labutě“, také „U labutě“, kde bydlel August Sedláček v době studia na gymnáziu.
- čp. 36 gotický dům s klenutými sklepy a středověkým zdivem až do prvního patra, fasády klasicistní; památkově chráněno [4]